# 阿尔泽拉-阿斯科利定理
在数学中，阿尔泽拉-阿斯科利定理是泛函分析中的一个定理，给出了从紧致度量空间射到度量空间的函数集合在一致收敛的拓扑意义上是紧集的一個充分必要条件。其中主要涉及的条件是函数集的等度连续性质。
等度连续的概念大约是在十九世纪的八十年代由两位意大利数学家朱利奥·阿斯科利（於1883年－1884年） 和切萨雷·阿尔泽拉（於1882年－1883年）提出的。阿斯科利在1883年的论文中，证明了定理中，连续函数集为紧集的充分条件，而阿尔泽拉则在1895年的另一篇论文中证明了定理的另一部分：成为紧集的必要条件，并首次给出了定理的完整证明。而不久之后，在1906年，法国数学家弗雷歇又将这个定理进行了推广，使得在任意的能够定义极限的空间中都有同样的结果（比如度量空间或豪斯多夫空间）。
在阿尔泽拉-阿斯卡利定理首次獲证的年代，人们并没有充分理解该定理的重要意义。随着研究的不断深入，紧致性成为了分析学、拓扑学领域的关键概念，而此定理就描述了紧致性。
该定理是利用欧拉法证明常微分方程组理论中的皮亚诺存在性定理时不可或缺的一环，也是複分析中的蒙泰尔定理的证明中的重要组成部分。此外，彼得-外尔定理的一个证明中用到了此定理。

## 定義
以下的定義在定理的叙述和证明中会不斷使用到。

### 等度連續
设 K 和 X 是两个度量空间，{\displaystyle C(K,X)}是蒐集所有从 K 到 X 的连续映射的所形成的集合。如果 {\displaystyle C(K,X)}的一个子集 {\displaystyle {\mathcal {F}}} 滿足
对所有 {\displaystyle x\in K}和 {\displaystyle \epsilon >0}，存在一個 x 的邻域 {\displaystyle U_{x}}，使得对所有 {\displaystyle y\in U_{x}} 和 {\displaystyle f\in {\mathcal {F}}}，都有 {\displaystyle d\left(f(y),f(x)\right)<\epsilon }
則称 {\displaystyle {\mathcal {F}}}是等度连续的。

### 一致有界與逐點有界
设 K 是一个度量空间，{\displaystyle C(K,\mathbf {R} )}是蒐集所有 K 上的實連續函數。設 {\displaystyle {\mathcal {F}}}是 {\displaystyle C(K,\mathbf {R} )}的一个子集
- 如果存在 {\displaystyle M>0}，使得對所有 {\displaystyle f\in {\mathcal {F}},x\in K}都有 {\displaystyle |f(x)|<M}，則稱 {\displaystyle {\mathcal {F}}}是一致有界的。
- 如果對所有 {\displaystyle x\in K}，都有 {\displaystyle \sup _{f\in {\mathcal {F}}}|f(x)|<\infty }，則稱 {\displaystyle {\mathcal {F}}}是逐點有界的。

注意到一致有界可推得逐點有界，此外，如果已知 {\displaystyle {\mathcal {F}}}是等度連續且 K 是完全有界 (比如說緊緻) 的，則一致有界若且唯若逐點有界。

## 叙述

### 实数域上的情况
這是最簡單的情況，此时阿尔泽拉-阿斯科利定理的可以敘述为
考虑一个定义在闭区间 {\displaystyle [a,b]} 上的实函数序列 {\displaystyle \{f_{n}\}_{n\in \mathbf {N} }}。如果{\displaystyle \{f_{n}\}_{n\in \mathbf {N} }}是逐點有界且等度连续的，那么在这个函数序列中，必定存在一个子序列 {\displaystyle \{f_{n_{k}}\}_{k\in \mathbf {N} }}是一致收敛的。另一方面，如果 {\displaystyle \{f_{n}\}_{n\in \mathbf {N} }} 的任何子序列{\displaystyle \{f_{n_{k}}\}_{k\in \mathbf {N} }}都有一個一致收斂的子序列{\displaystyle \{f_{n_{k_{r}}}\}_{r\in \mathbf {N} }}，則 {\displaystyle \{f_{n}\}_{n\in \mathbf {N} }}是逐點有界且等度连续的。

#### 例子
设 {\displaystyle \{f_{n}\}_{n\in \mathbf {N} }} 是一个逐點有界、可微分，并且导数是一致有界的函数序列，即{\displaystyle \sup _{f\in {\mathcal {F}},x\in K}|f'(x)|<\infty }，則可以证明 {\displaystyle \{f_{n}\}_{n\in \mathbf {N} }}也是等度连续的，因此满足阿尔泽拉-阿斯科利定理的条件。所以它拥有一个一致收敛的子序列。

### 紧度量空间和紧豪斯多夫空间
对于一般的度量空间，阿尔泽拉-阿斯科利定理斷言
设 {\displaystyle X} 为一个緊度量空间，{\displaystyle Y} 为一个完备的度量空间，那么 {\displaystyle C(X,Y)}的子集 {\displaystyle {\mathcal {F}}}在紧致开拓扑中是紧致的当且仅当它是等度连续、完全有界的闭集。
这里，{\displaystyle C(X,Y)} 表示从 {\displaystyle X}射到 {\displaystyle Y}的连续函数的集合。而它的子集 {\displaystyle F} 被称作完全有界当且仅当 {\displaystyle \forall x\in X}，集合 {\displaystyle \{f(x):f\in F\}}都是 {\displaystyle Y}中相对紧致的子集。如果一个集合 A 在紧致开拓扑中是紧致的，那么 A 中的所有序列都拥有一个在 A 中一致收敛的子序列。
更广泛地，对于 X 是紧豪斯多夫空间的情况，定理一样成立：
设 {\displaystyle X} 为一个紧豪斯多夫空间，那么 {\displaystyle C(X,Y)} 的子集 {\displaystyle F} 在紧致开拓扑中是紧致的当且仅当它是等度连续、完全有界的闭集。
阿尔泽拉-阿斯科利定理是对于紧豪斯多夫空间上，连续函数的代数性质的一个重要结果。进一步的研究可以将上面的结果推广。比如说，函数的取值空间可以換为豪斯多夫的拓扑向量空间，这时仍然有基本相同的定理。

## 证明
以下證明在實數域上的敘述。

### 必要性
该定理的必要性比较显然，实用价值也比较小。事实上，由紧度量空间 X 到完备的度量空间 Y 的任何一列连续映射序列 {fn} 如果在 X 上一致收敛，那么它收敛到一个连续映射 f. 由紧度量空间上，连续映射 f 的一致连续性和收敛的一致性，可以证明该映射序列是等度连续的。同时由收敛的一致性和连续映射将紧集映为紧集的性质，可以推出该序列完全有界。
若集合 F 中的映射不一致有界，则由定义，对任意 n∈N, 存在 F 中的映射 fn，其范数大于n, 於是 {fn} 的任意一个子列都不是完全有界的，故任意子列都非一致收敛，与假设矛盾。若集合 F 中的映射不等度连续，则存在 ε>0，对任意的 n∈N，存在 x1, x2 和集合中某个映射 fn，满足 d(x1,x2) < 1/n，但 d(fn(x1), fn(x2)) ≥ ε. 这样，{fn} 的任意一个子列都不是等度连续的，从而任意子列都非一致收敛，同样与假设矛盾。

### 充分性
充分性的证明用到了对角论证法。若紧度量空间 X 是个有限集，則充分性显然。因此，設 X 是個無窮集，由 X 的緊緻性可知，存在在 X 中稠密的序列 {\displaystyle E=\{x_{k}\}_{k\in \mathbf {N} }}。
考虑 {\displaystyle {\mathcal {F}}}中任意一個映射序列 {\displaystyle \{f_{n}\}_{n\in \mathbf {N} }}。由于 {\displaystyle {\mathcal {F}}} 是逐點有界的，序列 {\displaystyle \{f_{n}(x_{1})\}} 在 Y 中是有界的。根据波尔查诺-魏尔斯特拉斯定理和 Y 的完备性，该序列拥有收敛的子列，记作{\displaystyle \{f_{n}^{1}(x_{1})\}}。而序列{\displaystyle \{f_{n}^{1}(x_{2})\}}又存在收敛的子列，记作 {\displaystyle \{f_{n}^{2}(x_{2})\}} … 。如此重复，即得到了一系列的映射序列 {\displaystyle \{f_{n}^{1}\},\{f_{n}^{2}\},\{f_{n}^{3}\},\dots }。考虑其中對角線元素 {\displaystyle g_{n}=f_{n}^{n}}所构成的序列{\displaystyle \{g_{n}\}_{n\in \mathbf {N} }}。則对于序列 E 中任意一点 {\displaystyle x_{k}}，序列 {\displaystyle \{g_{n}(x_{k})\}_{n\geq k}}是 {\displaystyle \{f_{n}^{k}(x_{k})\}_{n\in \mathbf {N} }}的子序列，因此序列 {\displaystyle \{g_{n}(x_{k})\}_{n\in \mathbf {N} }}收敛。
給定 {\displaystyle \epsilon >0}，因為 {\displaystyle {\mathcal {F}}}是等度连续的，延用等度连续定義裡的 {\displaystyle U_{x}}，所以 {\displaystyle \{U_{x}\}_{x\in [a,b]}}是 {\displaystyle [a,b]} 區間的一個開覆蓋。由於 {\displaystyle [a,b]} 區間是緊緻的，存在有限集 {\displaystyle \{\xi _{1},\dots ,\xi _{l}\}}使得 {\displaystyle [a,b]=\bigcup _{i=1}^{l}U_{\xi _{i}}}。因為 E 在 {\displaystyle [a,b]}中是稠密的，所以 E 有一個子集 {\displaystyle \{x_{n_{1}},\dots ,x_{n_{l}}\}}滿足 {\displaystyle x_{n_{i}}\in U_{\xi _{i}}}。由 {\displaystyle g_{n}} 在 E 中各点的收敛性可知，对每个 {\displaystyle x_{n_{i}}}，存在 {\displaystyle N_{i}}，使得对任一對比 {\displaystyle N_{i}}大的正整數對 m 和 n 都有 {\displaystyle |g_{m}(x_{n_{i}})-g_{n}(x_{n_{i}})|<\epsilon }。定義 {\displaystyle N=\max _{1\leq i\leq l}N_{i}}，則前一句話中的 {\displaystyle N_{i}}可以改成 N。

对 X 中每个点 x，存在一個 {\displaystyle \xi _{i}}使得 {\displaystyle x\in U_{\xi _{i}}}。而对于任何比 N 大的正整數對 m 和 n，都有 {\displaystyle |g_{m}(x_{n_{i}})-g_{n}(x_{n_{i}})|<\epsilon }，此外由
{\displaystyle |g_{m}(x_{n_{i}})-g_{m}(\xi _{i})|<\epsilon }、{\displaystyle |g_{m}(x)-g_{m}(\xi _{i})|<\epsilon }、{\displaystyle |g_{n}(x_{n_{i}})-g_{n}(\xi _{i})|<\epsilon }、{\displaystyle |g_{n}(x)-g_{n}(\xi _{i})|<\epsilon }
可知 {\displaystyle |g_{m}(x)-g_{n}(x)|<5\epsilon }。
因此，{\displaystyle \{g_{n}\}}是一個 {\displaystyle C([a,b])}上的柯西列，因為 {\displaystyle [a,b]}是完備的可推得 {\displaystyle C([a,b])}也是，所以 {\displaystyle \{g_{n}\}}是 {\displaystyle \{f_{n}\}}的一致收斂子序列。